# Mariem Velazco
Mariem Claret Velazco García (San Tomé, Anzoátegui, 9 de novembro de 1998) é uma modelo e rainha de beleza venezuelana que venceu o Miss Internacional 2018.
Ela foi a oitava miss da Venezuela a vencer este concurso, sendo coroada no dia de seu 20º aniversário.

## Biografia
Mariem é filha de María e Indalecio e tem uma irmã chamada María. Seus esportes favoritos são o tênis e o caratê. Também gosta de ler histórias para crianças.
Aos 16 anos, mudou-se para Caracas para estudar na Universidad Simón Bolívar.
Após ser coroada no Japão e voltar a seu país, ela disse à imprensa que sonha ser palestrante e coach motivacional e que pretendia cursar Estudos Liberais na Universidad Metropolitana.
Malala Yousafzai é a pessoa que ela considera um modelo a seguir, enquanto que Irene Sáez é a miss com quem ela mais se identifica.

## Participação em concursos

### Miss Venezuela 2017
Mariem representou Barinas no Miss Venezuela 2017, concurso no qual ficou em 3º lugar, ganhando, assim, a chance de ir ao Miss Internacional.

### Miss Internacional 2018
Em Tóquio, Japão, Mariem derrotou outras 76 concorrentes e levou a oitava coroa de Miss Internacional para seu país no dia 9 de novembro de 2018.

#### Reinado
Em fevereiro de 2019, Mariem voltou ao Japão para cumprir agenda, visitando algumas cidades do país. Além de ir para o Japão, ela também viajou para o Equador, Espanha, Estados Unidos, Indonésia, México, Myanmar, Panamá, República Dominicana e Vietnã para cumprir agenda como Miss Internacional.
Durante seu reinado, ela também trabalhou com a Unicef Venezuela num projeto em defesa dos direitos humanos.

## Vida após os concursos de beleza
Logo após coroar sua sucessora, ela voltou para Caracas, onde recebeu uma proposta para trabalhar na Venevision, como apresentadora do Miss Venezuela.